# HD 172958
HD 172958，又名BD+31 3332，SAO 67256、HR 7030，是一颗恒星，视星等为6.41，位于銀經60.81，銀緯15.74，其B1900.0坐标为赤經18h 37m 54.7s，赤緯+31° 15.74′ 16″。